# النكت اللطيفة في شرح الصحيفة
النكت اللطيفة في شرح الصحيفة هو كتاب من تأليف فخر الدين الطريحي. وهو شرح للصحيفة السجادية الذي يعده الشيعة أحد أهم كتب الأدعية عندهم.